# Holly Black
Holly Black (West Long Branch, New Jersey, 10 november 1971) is een Amerikaanse schrijfster en redactrice die vooral bekend is om haar fictie voor kinderen en jongeren. Haar meest recente werk is de New York Times bestseller Folk of the Air serie. Ze is ook bekend om The Spiderwick Chronicles, een serie kinderfantasieboeken die ze samen met schrijver en illustrator Tony DiTerlizzi maakte, en haar debuut trilogie van young adult romans die officieel de Modern Faerie Tales heten. Black heeft een Eisner Award, een Lodestar Award, een Award, een Nebula Award, en een Newbery onderscheiding gewonnen.

## Vroeg leven en opleiding
Black werd geboren in West Long Branch, New Jersey in 1971, en tijdens haar jonge jaren woonde haar familie in een "vervallen Victoriaans huis." Black studeerde af met een B.A. in Engels aan Het college van New Jersey in 1994. Ze werkte als productieredacteur voor medische tijdschriften, waaronder The Journal of Pain, terwijl ze studeerde aan de Rutgers Universiteit. Ze overwoog om bibliothecaris te worden als back-up carrière, maar schrijven trok haar meer. Ze redigeerde en droeg bij aan het cultuurmagazine d8 in 1996.
In 1999 trouwde ze met haar middelbare schoolliefde, Theo Black, een illustrator en webdesigner.

## Literaire carrière

### Modern Faerie Tales
Black's eerste roman, Tithe: A Modern Faerie Tale, verscheen in 2002 bij Simon & Schuster. Er zijn twee vervolgen verschenen in hetzelfde universum met verschillende personages. De eerste, Valiant (2005), won de eerste Andre Norton Award for Young Adult Science Fiction and Fantasy. Valiant en Ironside (2007) werden door Locus-lezers gekozen als vierde en zesde boek voor jonge volwassenen.

### The Spiderwick Chronicles
In 2003 publiceerde Black de eerste twee boeken van The Spiderwick Chronicles, een samenwerking met tekenaar Tony DiTerlizzi. Het vijfde en laatste boek in de serie bereikte in 2004 de top van de New York Times Bestsellerlijst. In 2008 verscheen een verfilming van de serie, waarvan Black co-executive producer was.

### The curse workers
White Cat, de eerste in haar Curse Workers-serie, verscheen in 2010. White Cat werd gevolgd door Red Glove (2011) en de trilogie werd afgesloten met Black Heart in 2012. In 2011 verklaarde Black dat de Curse Workers boeken waren geoptieërd door Vertigo Pictures en producent Mark Morgan.

### Magisterium
In 2012 verwierf Scholastic een vijfdelige serie geschreven door Black en Cassandra Clare onder de naam Magisterium. Het eerste deel, The Iron Trial (De Ijzerproef), werd gepubliceerd op 9 september 2014. Het laatste boek in de serie, The Golden Tower (De Gouden Toren), verscheen in 2018.

### The Folk of the Air
The Cruel Prince verscheen in 2017. Het eerste boek van The Folk of the Air werd lovend ontvangen en genomineerd voor de Locus Award en de Lodestar Award. Het vervolg, The Wicked King (2018) debuteerde op de #1 positie van de New York Times Bestseller List. The Wicked King werd ook genomineerd voor de Lodestar Award. The Queen of Nothing kwam uit in november 2019. Met die release debuteerde de serie op #3 in de New York Times Bestseller List.

### Standalones
Een standalone roman, The Coldest Girl in Coldtown, werd uitgebracht door Little, Brown in september 2013. Black publiceerde een kort verhaal met dezelfde naam in de vampierbloemlezing The Eternal Kiss: 13 Vampire Tales of Blood and Desire. The Coldest Girl in Coldtown was een Nebula Finalist in 2013.
Doll Bones werd gepubliceerd in mei 2013, en werd bekroond met een Newbery Honor en een Mythopoeic Fantasy Award.
The Darkest Part of the Forest werd gepubliceerd in 2015.
Haar eerste fictieroman voor volwassenen, Book of Night werd in mei 2022 uitgebracht door Tor Books.
Black heeft ook tientallen korte werken geschreven en was co-redacteur van ten minste drie bloemlezingen van speculatieve fictie.

### Romans voor volwassenen
Book of Night (2022)

### Romans voor jongeren

#### Modern Faerie Tales
- Tithe: A Modern Faerie Tale (2002)
- Valiant: A Modern Tale of Faerie (2005)
- Ironside: A Modern Faery's Tale (2007)

#### The Curse Workers
- White Cat (2010)
- Red Glove (2011)
- Black Heart (2012)

#### The Folk of the Air
- The Cruel Prince (2018)
- The Lost Sisters (2018, begeleidende novelle)
- The Wicked King[15] (2019)
- Queen of Nothing[16] (2019)
- How the King of Elfhame Learned to Hate Stories (2020, novelle)

#### Books of Elfhame
- The Stolen Heir (2023)
- The Prisoner's throne (2024)

#### Standalone
- The Coldest Girl in Coldtown (2013)
- The Darkest Part of the Forest (2015)[17]

### Middenklasse romans

#### Spiderwick, Black en Tony DiTerlizzi
- The Spiderwick Chronicles
  - The Field Guide (2003)
  - The Seeing Stone (2003)
  - Lucinda's Secret (2003)
  - The Ironwood Tree (2004)
  - The Wrath of Mulgarath (2004)
- Beyond the Spiderwick Chronicles
  - The Nixie's Song (2007)
  - A Giant Problem (2008)
  - The Wyrm King (2009)
- Begeleidende boeken
  - Arthur Spiderwick's Notebook of Fantastical Observations (2005)
  - Arthur Spiderwick's Field Guide to the Fantastical World Around You (2005)
  - The Spiderwick Chronicles: Care and Feeding of Sprites (2006)

#### Magisterium, Black en Cassandra Clare, illus. Scott Fischer
- The Iron Trial (De Gouden Toren) (2014)
- The Copper Gauntlet (De Koperen Vuist) (2015)
- The Bronze Key (De Bronzen Sleutel) (2016)
- The Silver Mask (Het Zilveren Masker) (2017)
- The Golden Tower (De Gouden Toren) (2018)

#### Standalone
- Doll Bones (2013, Newbery Medal honor book), illus. Eliza Wheeler
- Heart of the Moors: An Original Maleficent: Mistress of Evil Novel (2019)

### Grafische romans en strips
The Good Neighbors, illus. Ted Naifeh
- The Good Neighbors: Kin (2008)
- The Good Neighbors: Kith (2009)
- The Good Neighbors: Kind (2010)

Lucifer
- Lucifer vol. 1: Cold Heaven (2016, trade paperback)
- Lucifer vol. 2: Father Lucifer (2017, trade paperback)
- Lucifer vol. 3: Blood in the Streets (2017, trade paperback)

### Korte fictie

##### Collecties
- The Poison Eaters and Other Stories (2010), illus. Theo Black

##### Korte verhalen
- "Hades and Persephone" (1997) in Prisoners of the Night
- "The Night Market" (2004) in The Faery Reel: Tales from a Twilight Realm
- "Heartless" (2005) in Young Warriors: Stories of Strength
- "Going Ironside" (2007) in Endicott Journal of Mythic Arts
- "In Vodka Veritas" (2007) in 21 Proms
- "Reversal of Fortune" (2007) in The Coyote Road: Trickster Tales
- "The Poison Eaters" (2007), The Restless Dead: Ten Original Stories of the Supernatural, ed. Deborah Noyes
- "Paper Cuts Scissors" (October 2007) in Realms of Fantasy
- "The Coat of Stars" (2007) in So Fey
- "Virgin" (2008) in Magic in the Mirrorstone
- "The Boy Who Cried Wolf" (2009) in Troll's Eye View: A Book of Villainous Tales
- "The Coldest Girl in Coldtown" (2009) in The Eternal Kiss: 13 Vampire Tales of Blood and Desire
- "A Very Short Story" (2009) in Half-Minute Horrors
- "The Dog King" (2010) in The Poison Eaters and Other Stories
- "The Land of Heart's Desire" (2010) in The Poison Eaters and Other Stories
- "The Arn Thompson Classification Review" (2010) in Full Moon City
- "Sobek" (2010) in Wings of Fire
- "Lot 558: Shadow of My Nephew by Wells, Charlotte" (2011) in The Thackery T. Lambshead Cabinet of Curiosities.
- "Everything Amiable and Obliging" (2011) in Steampunk!
- "The Perfect Dinner Party" (with Cassandra Clare, 2011) in Teeth
- "The Rowan Gentleman" (with Cassandra Clare, 2011) in Welcome to Bordertown
- "Noble Rot" (2011) in Naked City: New Tales of Urban Fantasy
- "Coat of Stars" (2012) in Bloody Fabulous
- "Little Gods" (2012) in Under My Hat: Tales from the Cauldron
- "Millcara" (2013) in Rags & Bones: New Twists on Timeless Tales
- "Sisters Before Misters" (2014) (with Sarah Rees Brennan and Cassandra Clare) in Dark Duets: All-New Tales of Horror and Dark Fantasy
- "Ten Rules for Being an Intergalactic Smuggler (the Successful Kind)" (2014) in Monstrous Affections: An Anthology of Beastly Tales
- "1UP" (2015) in Press Start to Play

### Uitgegeven bloemlezingen
- Geektastic: Stories from the Nerd Herd (2009), eds. Black en Cecil Castellucci
- Zombies vs. Unicorns (2010), red. Black en Justine Larbalestier
- Welcome in Bordertown (2011), red. Black en Ellen Kushner

### Poëzie
- "The Third Third: Israfel's Tale" (1996) in d8 Magazine
- "Bone Mother" (Autumn 2004) in Endicott Journal of Mythic Arts

## Prijzen
- 2006: Andre Norton Award for Young Adult Science Fiction and Fantasy, Valiant: A Modern Tale of Faerie[18]
- 2014: Mythopoeic Fantasy Award in Children's Literature, Doll Bones
- 2014: Newbery Medal Honor Book, Doll Bones
- 2015: Indies Choice Book Award—Young Adult Book of the Year, The Darkest Part of the Forest[19]